# Blue Microphones

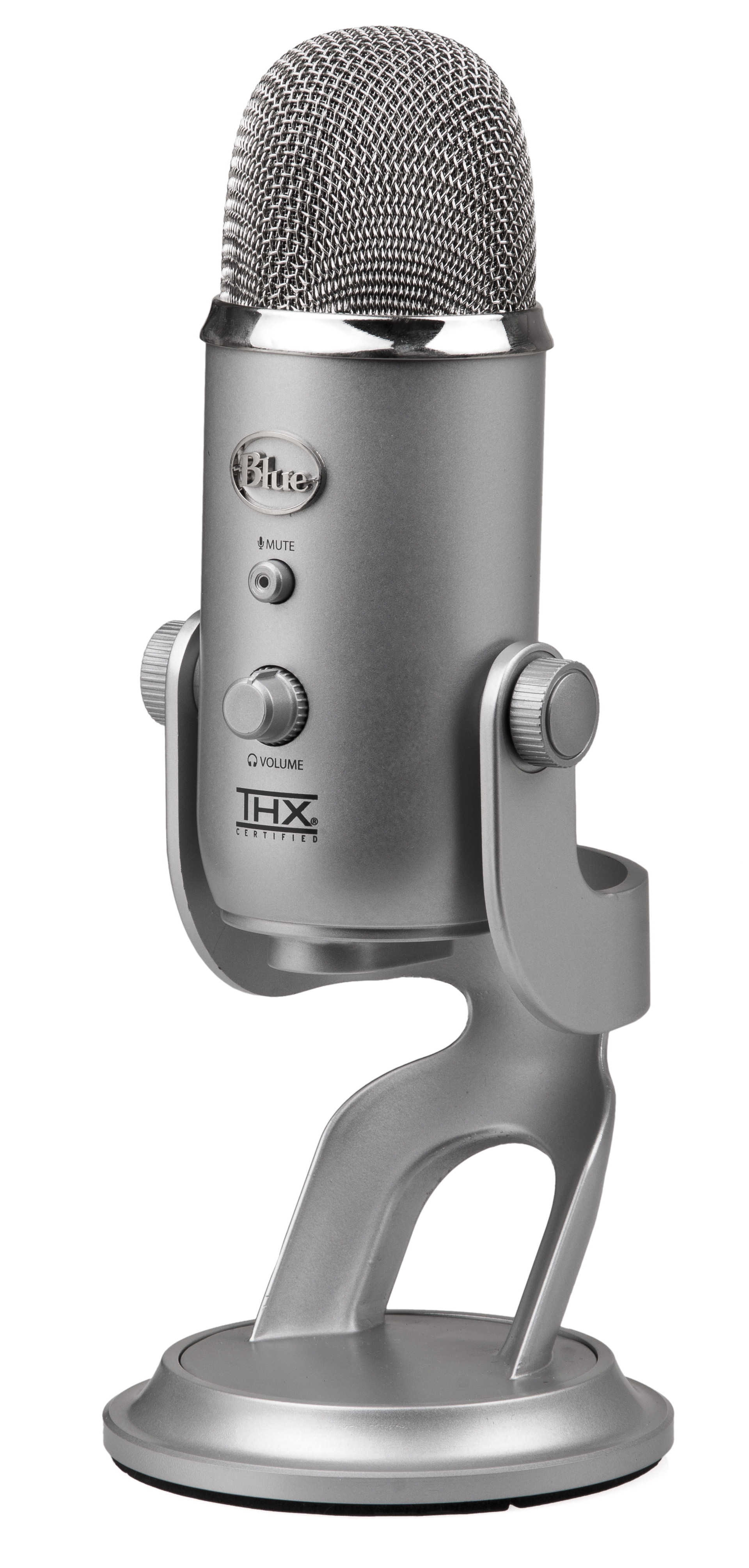
Un microphone USB Yeti

Blue Microphones (ou Baltic Latvian Universal Electronics, LLC) est une société américaine appartenant à Logitech qui conçoit et produit des microphones, des casques, des outils d'enregistrement sonore, des processeurs de signal numérique et des accessoires de musique pour les professionnels de l'audio, les musiciens et créateurs de contenu audio.

## Histoire
Blue Microphones a été fondée en 1995 par le musicien de studio américain Skipper Wise et l'ingénieur du son letton Mārtiņš Saulespurēns. Le nom de la société est un acronyme de Baltic Latvian Universal Electronics. L'entreprise a été fondée en Lettonie. La société a son siège social à Westlake Village, en Californie, aux États-Unis.
La première création de Blue Microphones est le « Baby Bottle », un microphone XLR professionnel statique à transistors à large membrane, largement utilisé par les musiciens pour l'enregistrement. Au début des années 2000, la perspective de Blue s'oriente vers la fabrication de microphones à destination d'un public plus large, les créateurs de contenu audio en ligne. La société de Westlake Village créé un microphone à condensateur à faible coût appelé Snowball pour une utilisation avec le logiciel d'enregistrement musical GarageBand à la fin des années 2000. Ce dernier devient rapidement populaire auprès des musiciens professionnels mais aussi des amateurs désireux de faire de l'enregistrement sonore à domicile et à moindre coût.
Avec la popularité du Snowball, Blue Microphones a continué à fabriquer des microphones USB. Leur microphone le plus vendu à ce jour est le Blue Yeti, lancé en 2009. Celui-ci a depuis connu quelques variantes spéciales, notamment le Yeti X et le Yeti Pro.
De 1995 à 2004, les microphones Blue ont été fabriqués en Lettonie. En 2005, la production a été déplacée en Chine, certains microphones étant fabriqués aux États-Unis.
En 2008, Wise et Saulespurēns vendent la société à Transom Capital, une société de capital-investissement basée en Californie.
En 2013, The Riverside Company acquiert Blue Microphones auprès de Transom Capital. Intrepid Investment Bankers a conseillé Blue Microphones dans le cadre de la transaction.
En juillet 2018, Logitech annonce son intention d'acquérir Blue Microphones pour 117 millions de dollars américains.
En juin 2023, Logitech annonce qu'il reléguerait la marque Blue aux technologies de traitement audio et utiliserait les marques Logitech G et Yeti pour les futures versions de microphones.

## Modèles phares

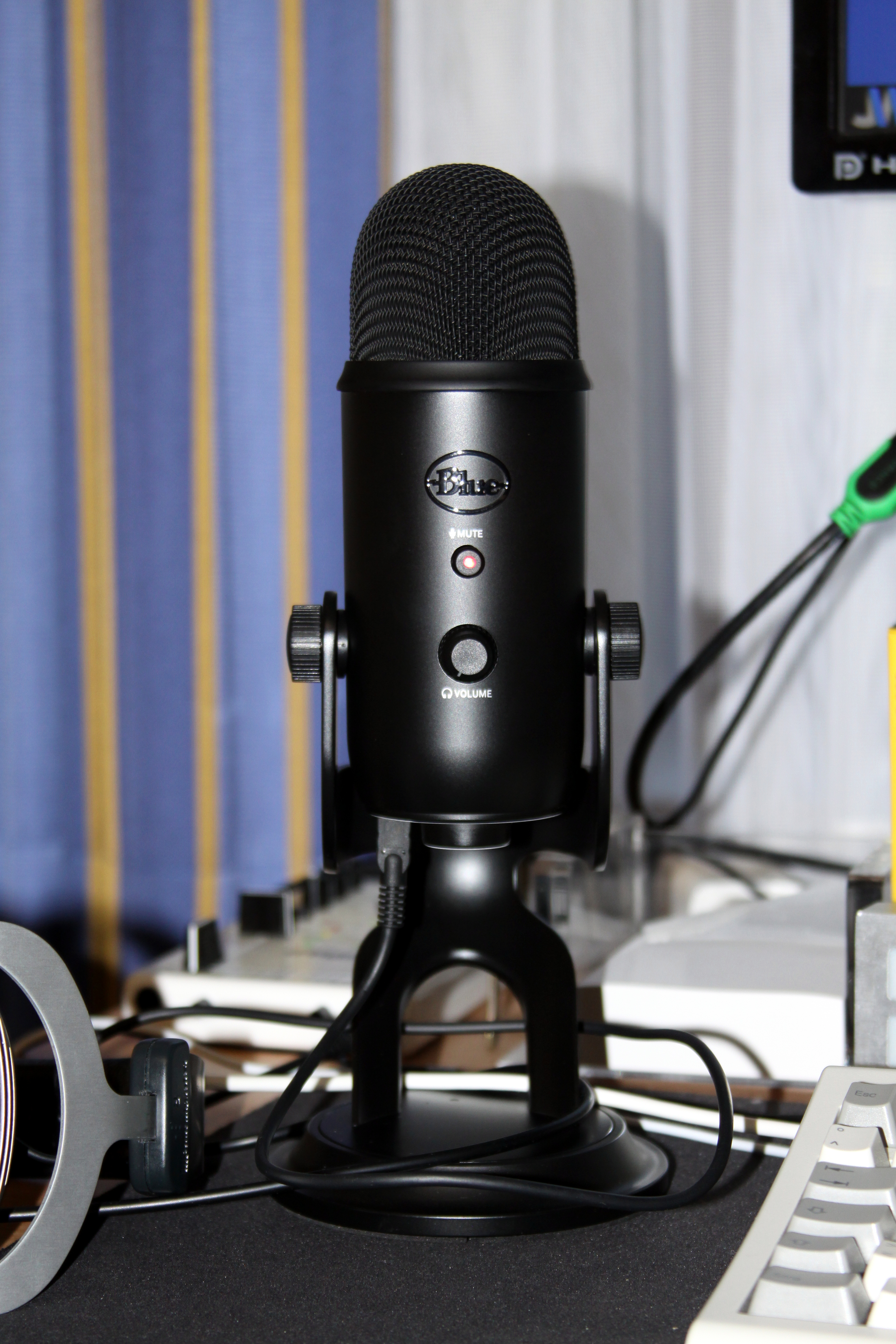
Blackout Yéti
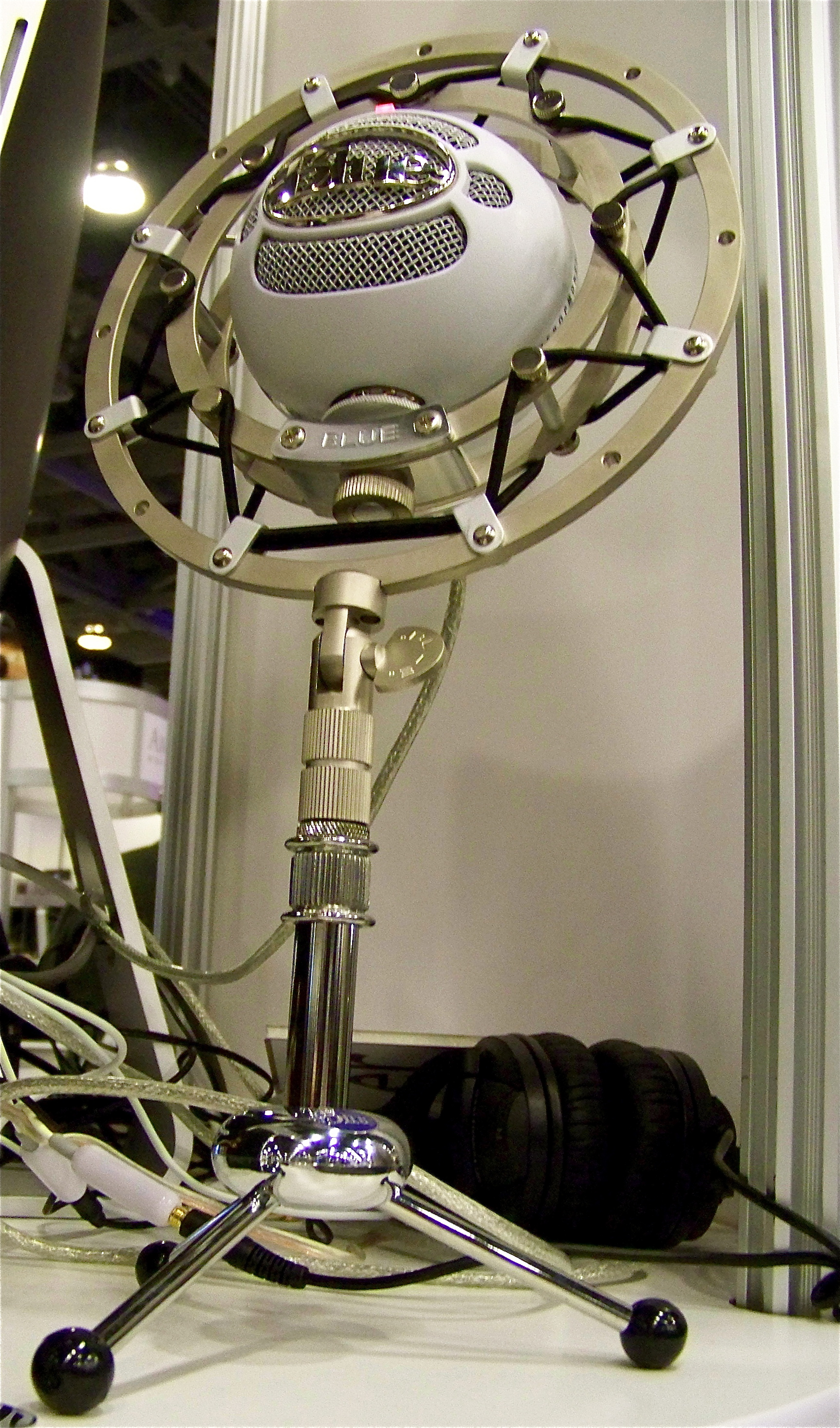
Snowball
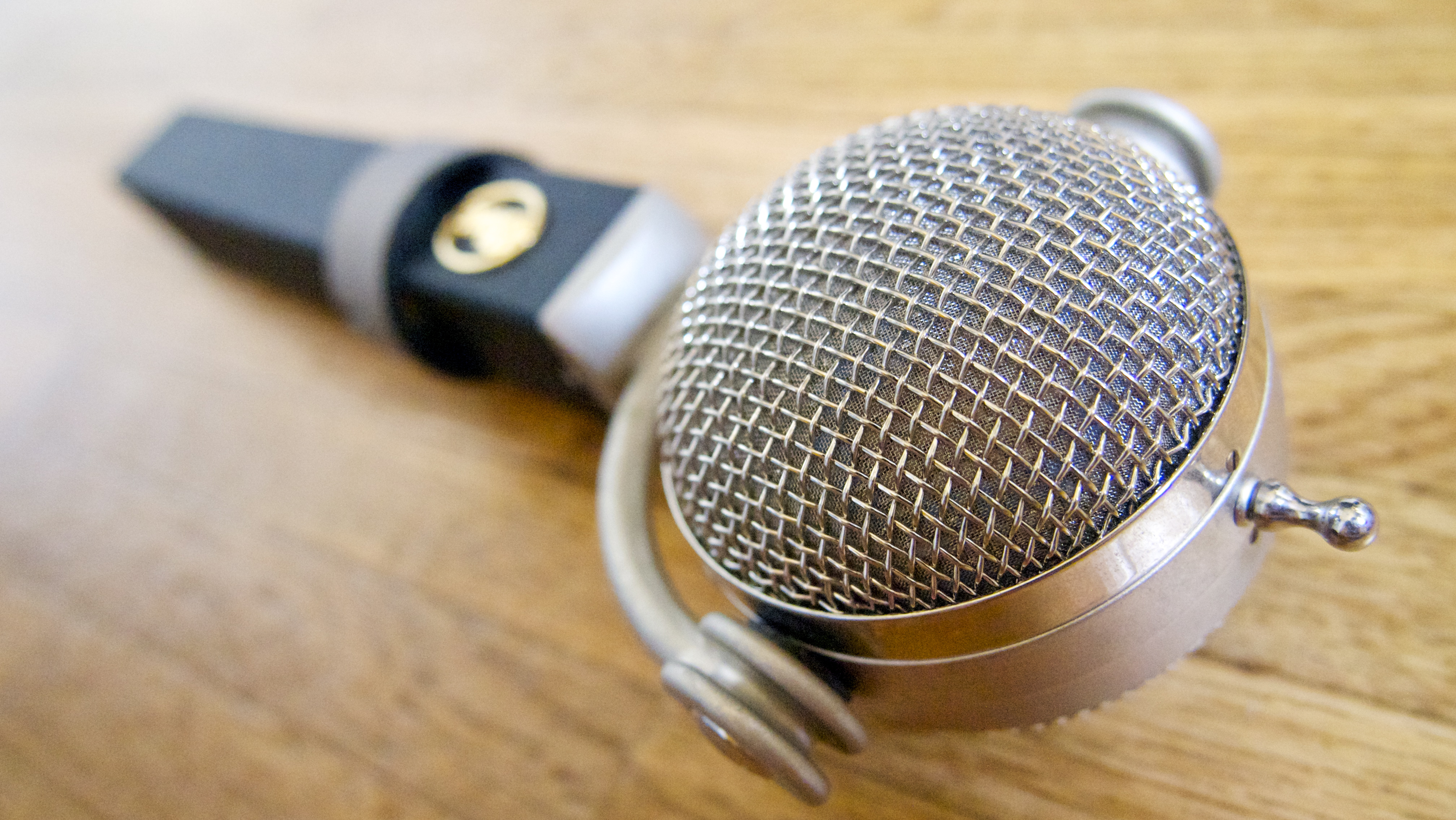
Dragonfly
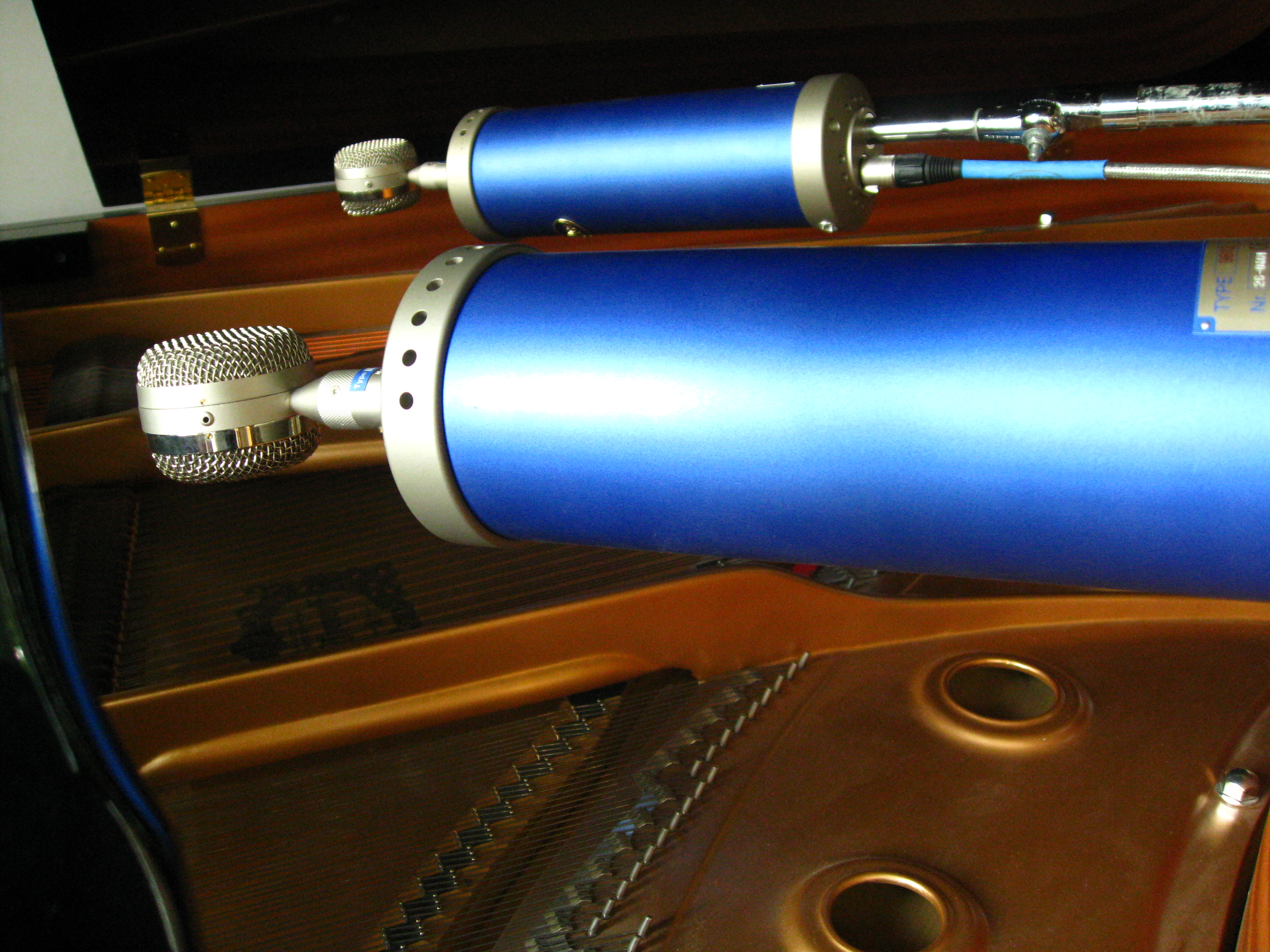
Deux microphones Blue Bottle installés pour enregistrer un piano à queue

## Récompenses
- Microphone de l'année 2000 du choix de l'éditeur de Electronic Musician - Microphone à condensateur Blueberry
- RetailVision 2009 : Meilleur périphérique matériel - Mikey et Eyeball 2.0[8]
- BeatWeek (anciennement iProng) : Meilleur spectacle 2009, 2010[9]
- Le Blue Yeti X a été récompensé pour l'innovation en 2020 par le CES (Consumer Technology Association)[10]